# Sepse
Sepse (horvátul: Kotlina) magyar nemzetiségű falu Horvátországban, Eszék-Baranya megyében. Közigazgatásilag Hercegszöllőshöz tartozik.

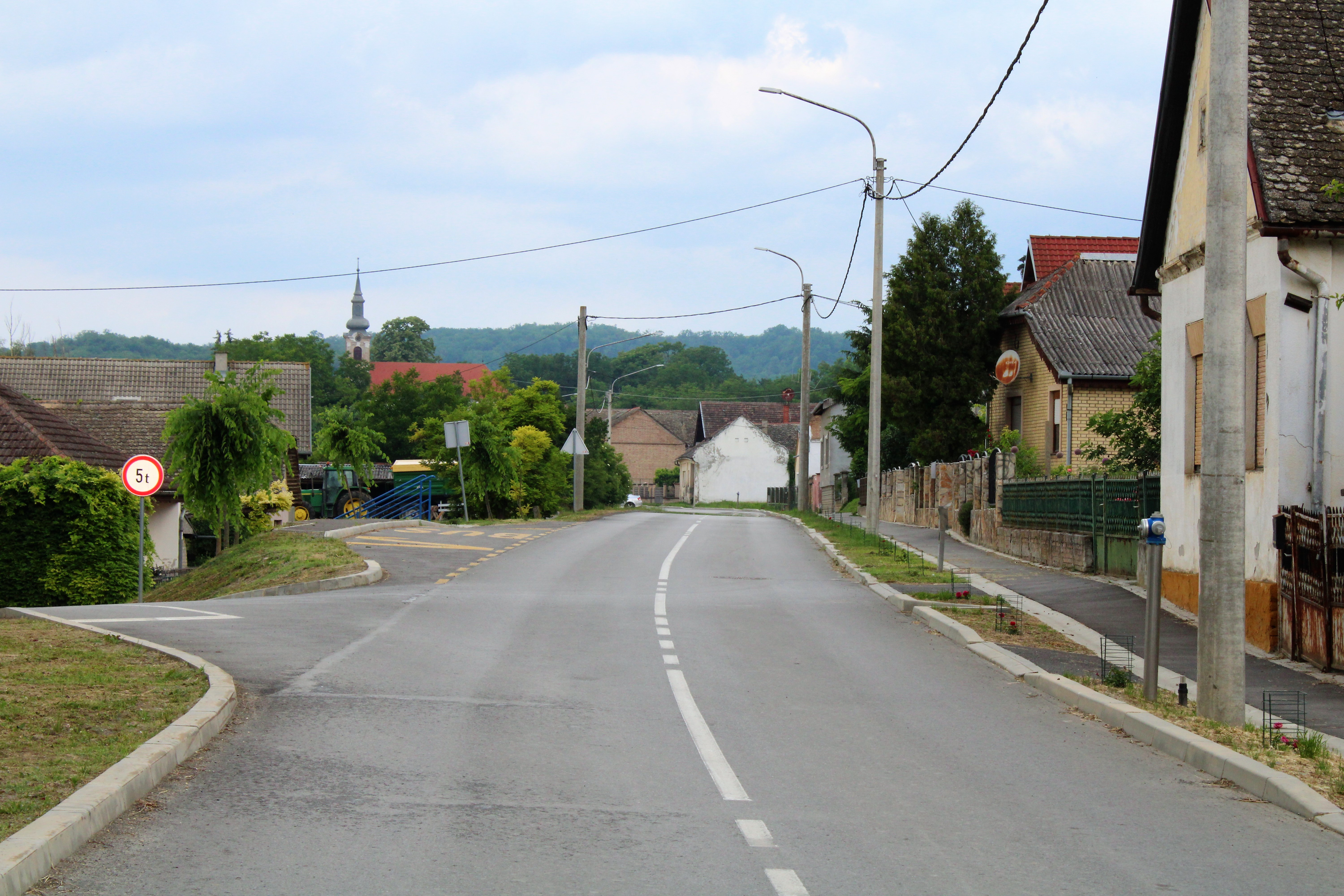
Falu központja

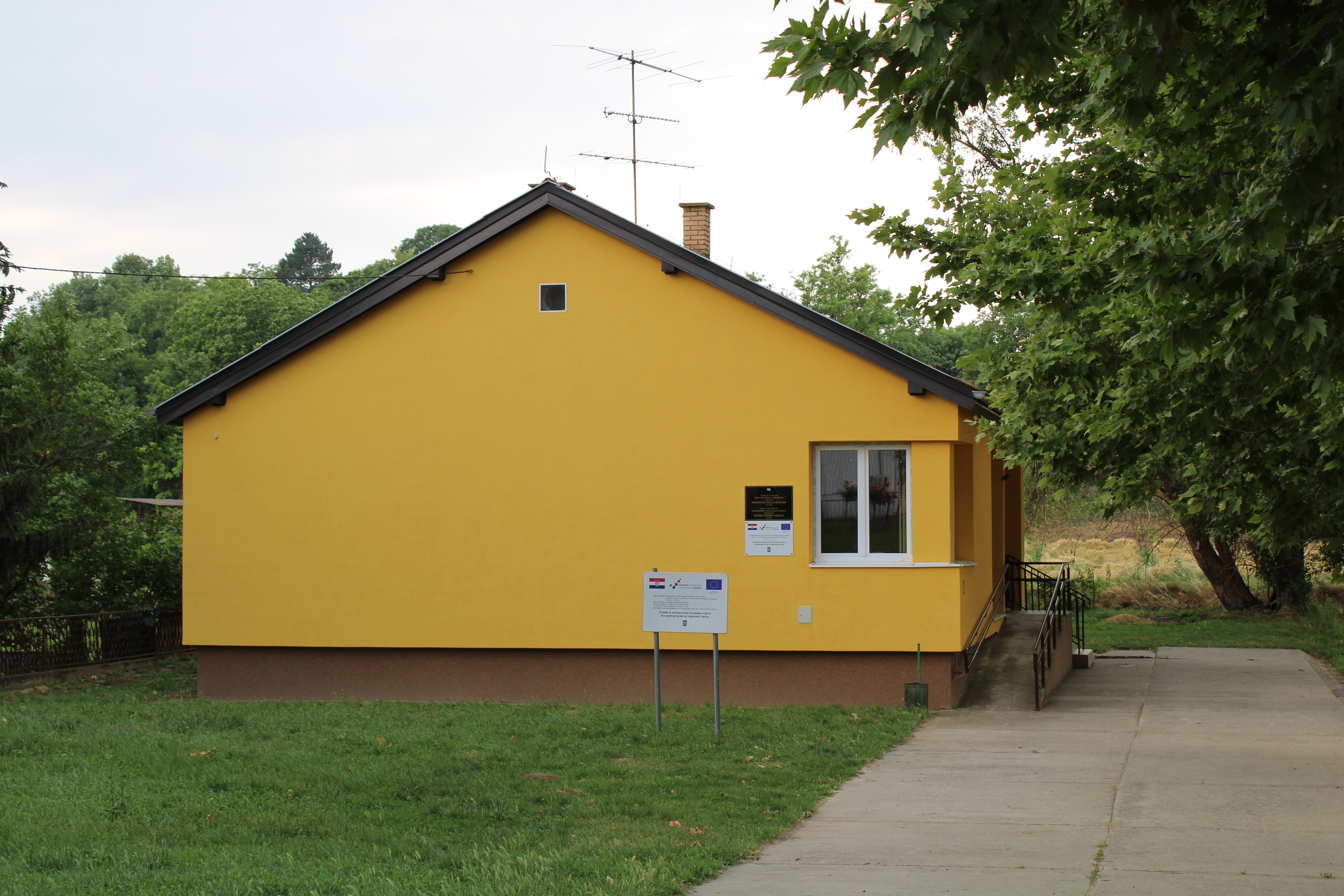
Általános Iskola

## Neve
A népmonda úgy tartja, hogy a falut azért hívták Sepsének, mert a régiségben senki sem találta. Nevében kétszer is benne van a „se” szó. Valójában a Szepsa, Szepse személynévből keletkezett magyar névadással, amelynek tövében a „szép” melléknév rejtőzik.

## Fekvése
Eszéktől légvonalban 25, közúton 32 km-re, községközpontjától 4 km-re északra, a magyar határtól 10 km-re, Baranyában, a Drávaszög középső részén, a Báni-hegység déli lejtőin, Nagybodolya és Hercegszöllős között fekszik. Szomszédai: Nagybodolya északra 3 km-re, Csúza délkeletre 3 km-re, Hercegszöllős délre 4 km-re és Kő délnyugatra 3 km-re. A falu egy szőlőültetvényekkel körülvett völgykatlanban helyezkedik el, innen kapta horvát nevét, mely völgykatlant jelent. Négy utcája a Fő (Glavna), Dózsa György, Petőfi Sándor és Hegy (Planina) utca nevet viseli.

## Története
A régészeti leletek tanúsága szerint területén már az őskorban is éltek emberek. A határában fekvő Kotlina domb legtetején kerámiatöredékeket és feltűnő fekete földfoltokat találtak hamuval keverve. A durva, vékony kerámia fekete színű, sekély metszésű vékony vonalakkal díszítve. Néhány töredéket vastag fekete festékréteggel vontak be, amelyet könnyen letörölhettek. Az e helyről származó kerámiák egy része, készítési formája és módja alapján, a sopoti kultúra 3. fázisához tartozik. A hamuval és csontokkal kevert leletek arra utalnak, hogy itt a településhez tartozó nekropolisz is feküdt.
Sepse első írásos említése 1227-ben „Srebsa” alakban történt abban az oklevélben, melyben II. Endre király a Mátyás fia Pál és több baranyai várjobbágy közötti peres ügy elintézését helyben hagyja. Neve a korabeli oklevelekben „Scepse” (1301, 1357, 1360), „Zepsce” (1308), „Zepse” (1368, 1470), „Felsewzepse” (1425), „Sepse” (1443, 1471, 1481) alakban fordult elő. A középkorban gyakran gazdát cserélt a falu. A pápai tizedjegyzék tanúsága szerint 14. században már önálló plébániája volt. A 15. században Bodola mezőváros és vele együtt Valpó várának tartozéka volt.
A török 1526-ban szállta meg. A török időkben is lakott maradt, a Baranyavári náhije része volt. Az 1591-es török adókönyvben Sepse néven 22 kapuval szerepel. Az adókönyv nevei alapján a falut magyarok lakták.
A térség 1687-ben szabadult fel a török uralom alól. A felszabadítás után a bellyei uradalom része lett. A bellyei uradalom részeként előbb kamarai birtok, majd királyi adományként hadi érdemeiért Savoyai Jenő herceg kapta meg. Savoyai 1736-os halála után, miután örököse nem volt, a birtok a kamarára szállt. Mária Terézia 1780. május 5-én leányának, Mária Krisztina ausztriai főhercegnőnek és férjének, Szász-Tescheni Albert hercegnek adományozta. Miután ők is gyermektelenek voltak, a birtokot Károly Lajos főherceg örökölte. Károly örököse fia, Albrecht lett, majd halála után Albrecht testvérének fia, Frigyes lett a következő ura, egészen az első világháborúig.
A környező többi faluhoz hasonlóan határának nagy része szőlő és erdő volt. A gazdák kiváló borokat termeltek. Gazdag legelőin jelentős állatállományt tartottak, ezeket vásárokon adták el. Vályi András szerint „SEPSE. Magyar falu Baranya Várm. lakosai katolikusok, fekszik a’ Siklósi járásban; határja jól termő, borai híresek, vagyonnyai külömbfélék.”
Fényes Elek szerint „Sepse, magyar falu, Baranya vgyében, 65 kath., 695 ref. lak., ref. anyaekklézsiával, hires vörös bortermesztéssel. F. u. Károly főherczeg örök. Ut. p. Herczeg-Szőlős.”
1857-ben 907, 1910-ben 1048 lakosa volt. A trianoni békeszerződésig Baranya vármegye Baranyavári járásához tartozott. 1941 és 1944 között ismét Magyarországhoz tartozott, majd a háború után ismét Jugoszlávia része lett. Baranya vármegye Baranyavári járásához tartozott. A település az első világháború után az új szerb-horvát-szlovén állam, majd később (1929-ben) Jugoszlávia része lett. 1991-ben lakosságának 90%-a magyar, 6%-a horvát, 1-1%-a szerb és német nemzetiségű volt. 1991 óta a független Horvátország része. A településnek 2011-ben 288 lakosa volt.

## Népessége
| Lakosság változása | Lakosság változása | Lakosság változása | Lakosság változása | Lakosság változása | Lakosság változása | Lakosság változása | Lakosság változása | Lakosság változása | Lakosság változása | Lakosság változása | Lakosság változása | Lakosság változása | Lakosság változása | Lakosság változása | Lakosság változása |
| ------------------ | ------------------ | ------------------ | ------------------ | ------------------ | ------------------ | ------------------ | ------------------ | ------------------ | ------------------ | ------------------ | ------------------ | ------------------ | ------------------ | ------------------ | ------------------ |
| 1857               | 1869               | 1880               | 1890               | 1900               | 1910               | 1921               | 1931               | 1948               | 1953               | 1961               | 1971               | 1981               | 1991               | 2001               | 2011               |
| 907                | 1.014              | 1.034              | 1.083              | 1.075              | 1.048              | 1.012              | 1.014              | 936                | 912                | 862                | 731                | 533                | 460                | 334                | 288                |

1848-ban a 734 lakos közül 681 volt református. Az 1910-ben végzett népszámlálás szerint lakossága 1048 fő, melyből 1034 fő magyar, 11 fő német 1 fő tót és 1 fő horvát nemzetiségű volt. A lakosok közül 1046 fő tudott magyarul (98,5%). A falu népessége 2001-re 334-re csökkent. A lakosság összetételében a magyarok hányada 2001-ben 88,32% volt.

## Gazdaság
A falu a drávaszögi löszdomb délkeleti fekvésű lankáin fekszik, melynek szőlőtermelésre kiváló adottságú talajai vannak, ezért egykor kiváló borairól volt híres, lakosságának túlnyomó többsége kertészettel, szőlészettel és borászattal foglalkozott. Ma a lakosság főként mezőgazdasággal, szántóföldi növénytermesztéssel, szőlészettel és gyümölcstermeléssel foglalkozik, míg a borászat háttérbe szorult.

## Nevezetességei
- A sepsei református templomot[12] 1803 és 1806 között építették az 1803-ban tűzvészben leégett régi templom helyett, de nem a régi templom helyére, hanem mai helyére, a domb tetejére. A templomhoz lépcsőkön lehet felmenni. 1856-ban, 1882-ben, 1963-ban, 1984-ben és 2006-ban megújították. Téglából épített egyhajós épület, melynek hosszúsága 30, szélessége 12 méter. A harangtorony a főhomlokzat előtt emelkedik, barokk toronysisak fedi. A templomba a torony aljában kialakított előcsarnokon át lehet bemenni.
- A református lelkészi lak a templomtól délre áll, 1853-ban építették historikus stílusban. A téglalap alaprajzú épület hosszanti oldala az utca felé néz. Mögötte 1867-ben épített gazdasági épület áll, mely a lelkészlakkal együtt értékes építészeti egységet alkot.
- Mária Neve római katolikus kápolna. A legidősebb falubeli emberek szerint a kápolna már 1936-ban működött, de lehet, hogy már előtte is megvolt. 1947-től viseli mai titulusát. Az 1970-es évek végén a kápolna feletti dombon álló harangtorony elkorhadt faszerkezetét kicserélték a még ma is meglévő vasszerkezetre. 1983-ban készült el a Lourdes-i barlang, az új oltár és a szószék.

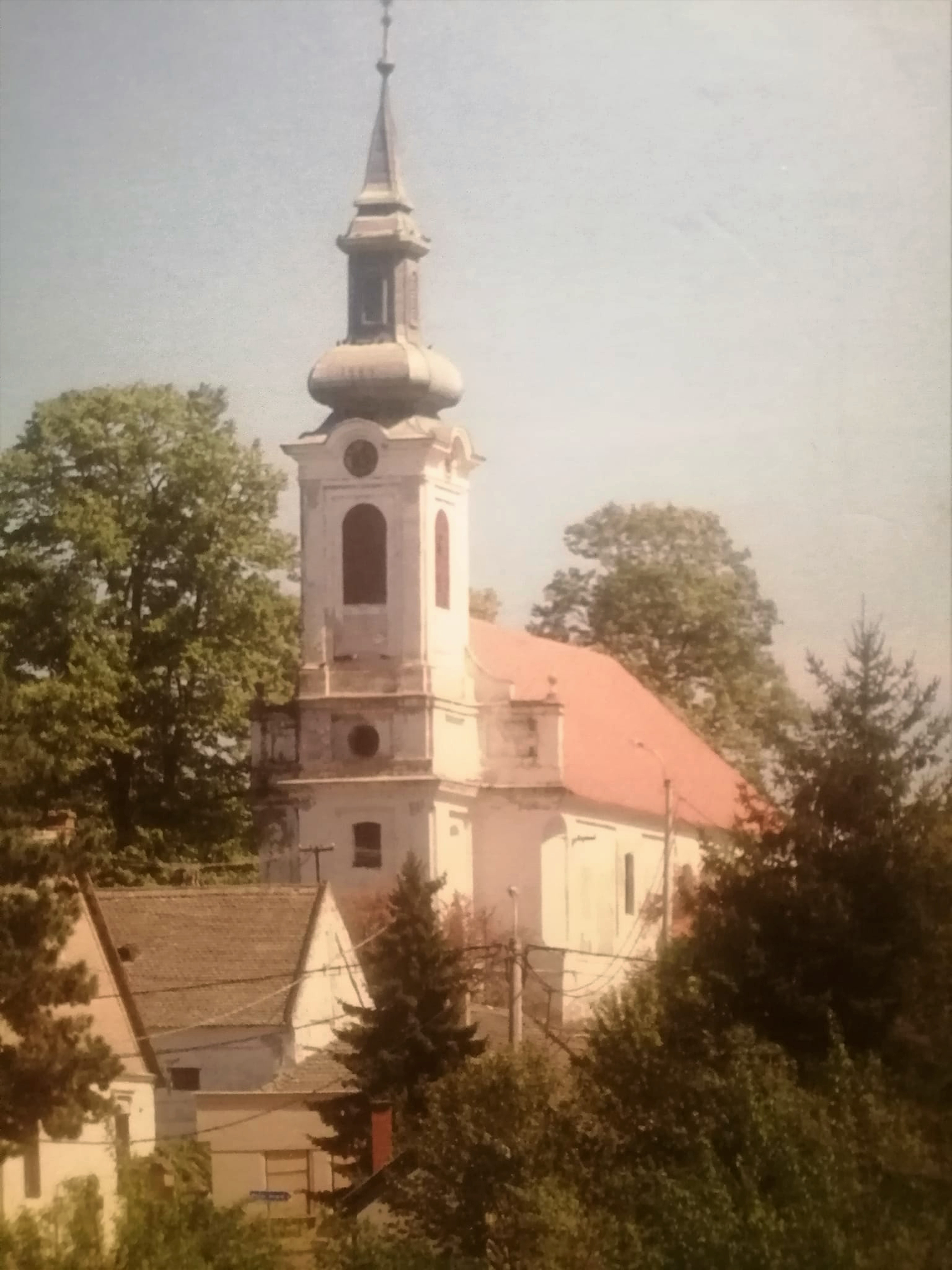
A református templom
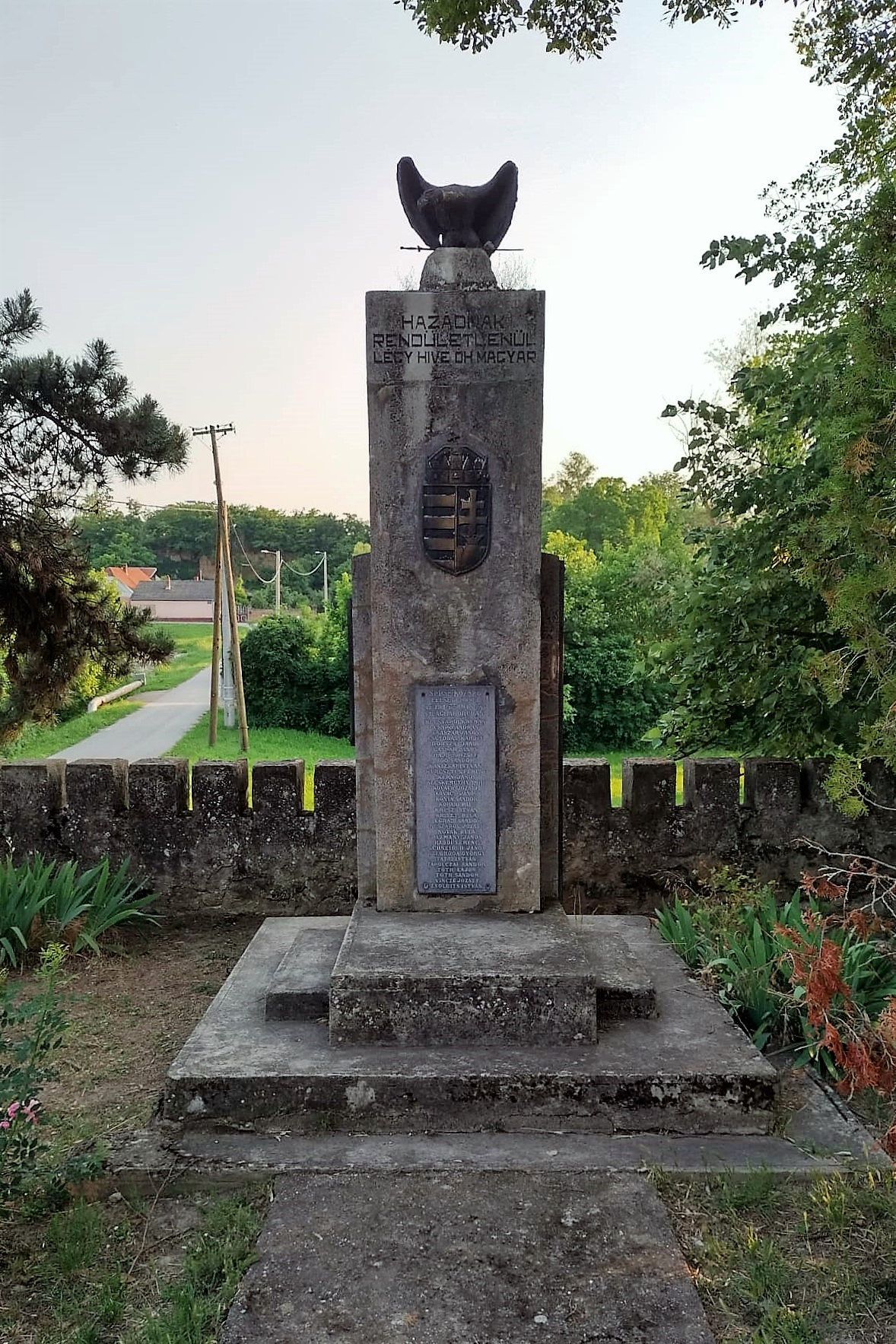
Háborús emlékmű
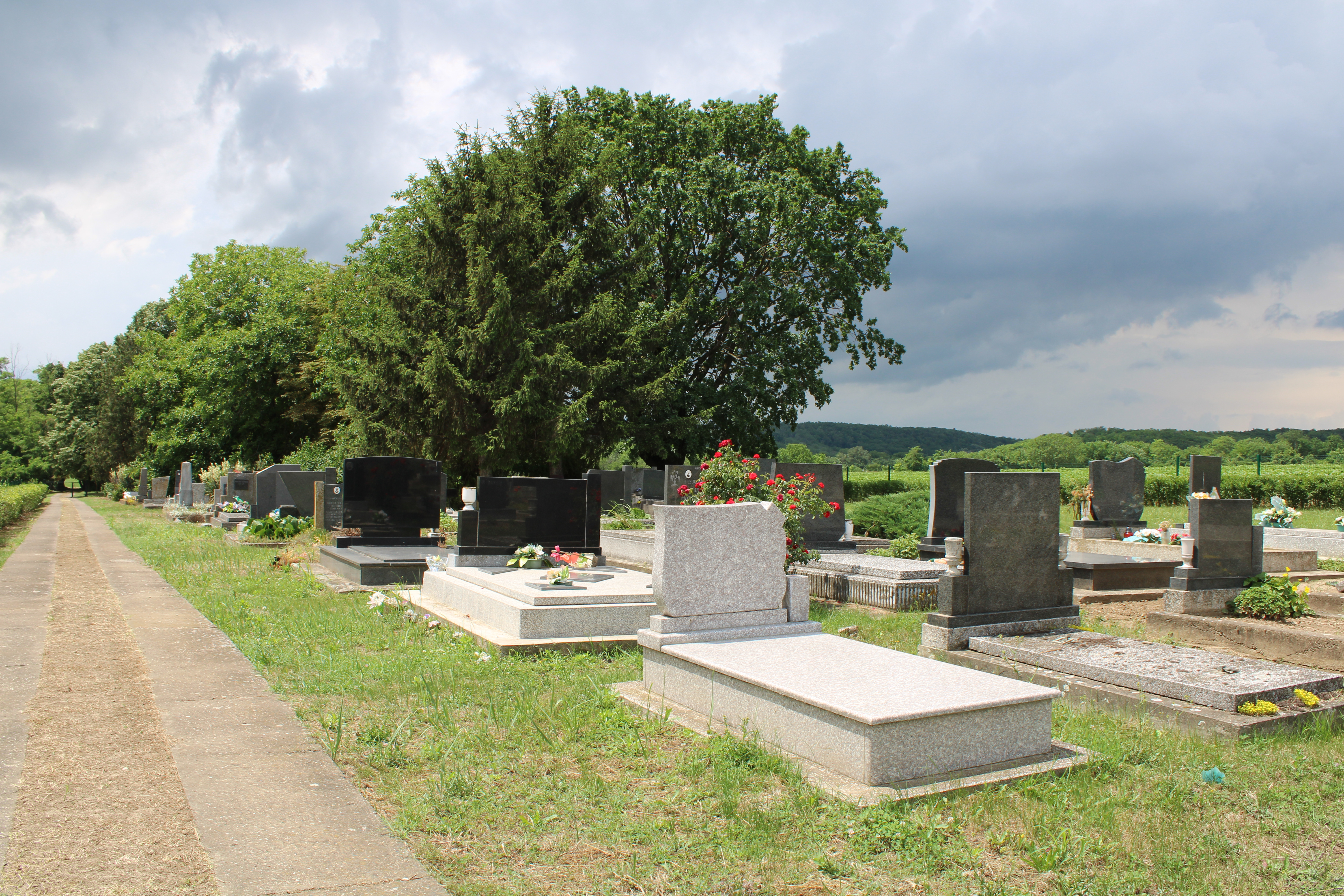
A Református temető
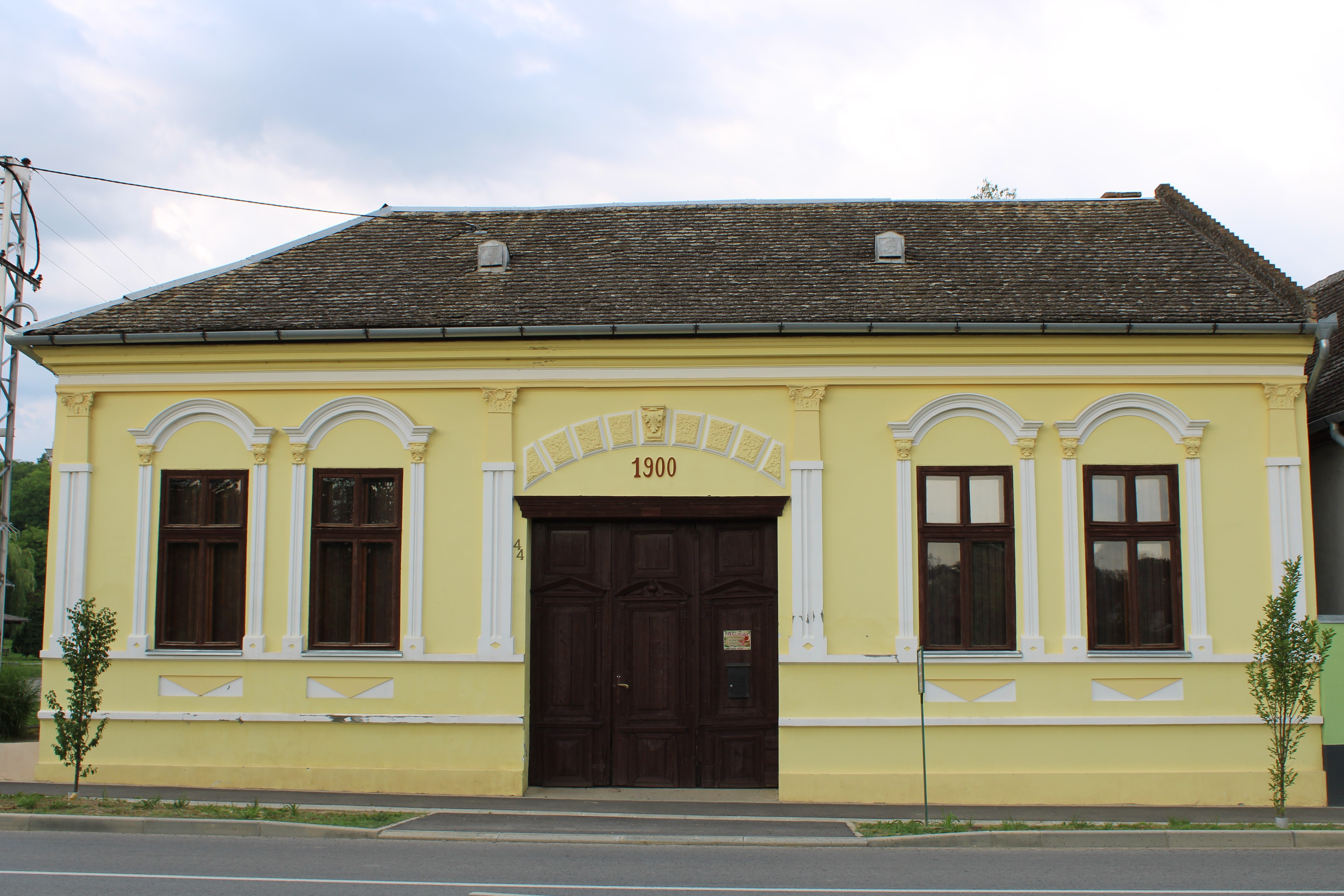
Magyar parasztház
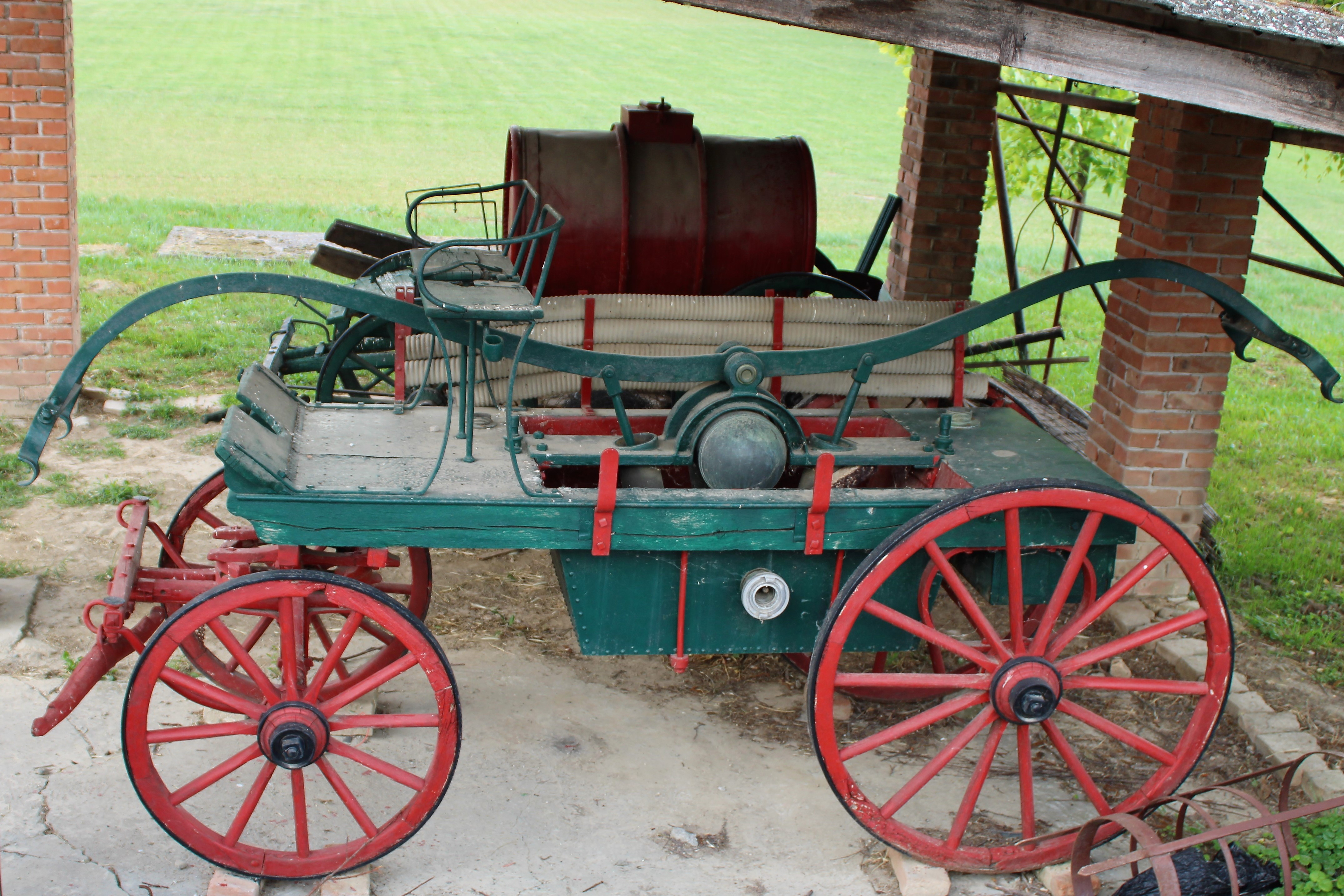
Tűzoltó szivattyú

## Kultúra
Petőfi Sándor Művelődési Egyesület helyi csoportja.

## Oktatás
A településen a Vörösmarti Általános Iskola négyosztályos területi iskolája működik.

## Sport

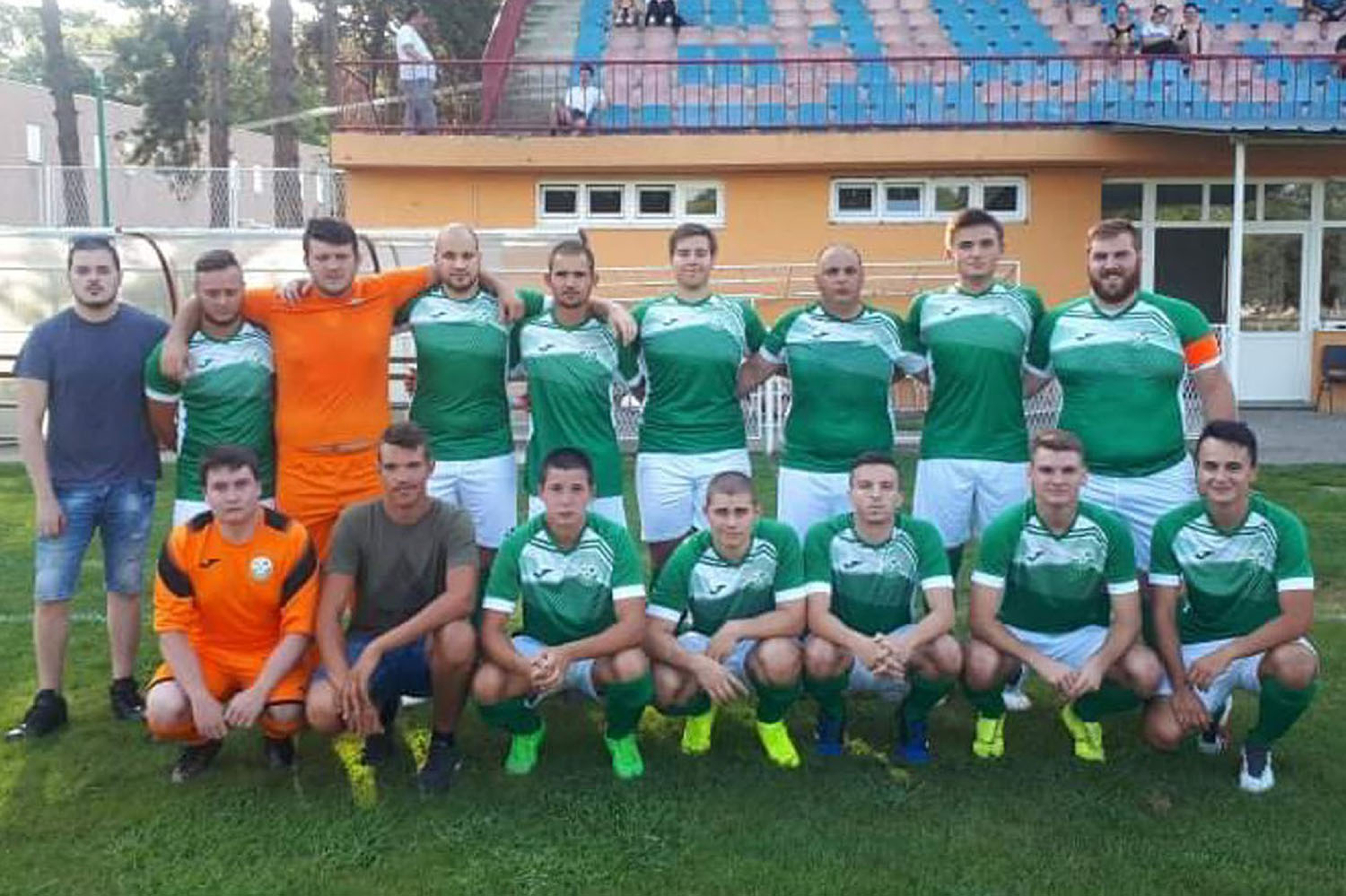
Futball csapat ŠNK Grozd 2020

Az ŠNK Grozd Kotlina labdarúgóklubot 1929-ben még ŠK Kotlina néven alapították. Ezen a néven 1941-ig működött. NK Grozd Kotlina néven 1969-ben alapították újra. A megyei 2. és 3. ligában szerepel.

## Egyesületek
A Sepsei önkéntes tűzoltó-egyesületet 1886-ban alapították. 2013 elején az egyesületet újraszervezték. Ma 31 tagja van. Rendszeres résztvevői a tűzoltó versenyeknek és gyakorlatoknak.